# Onolatria

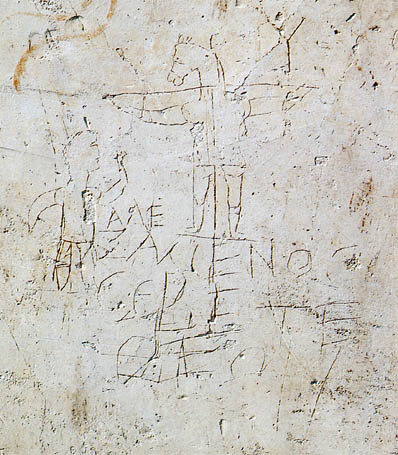
Tzw. Graffiti Aleksamenosa

Onolatria (gr. όνος „osioł” + λατρεία „kult, służba”) – zarzut kierowany w starożytności wobec Żydów i chrześcijan, przypisujący im oddawanie czci osłu.
Posądzenia o onolatrię mają swój początek w epoce hellenistycznej. Na początku I wieku żyjący w Aleksandrii grecki pisarz Apion zarzucał Żydom oddawanie czci podobiźnie osła. Z traktatu apologetycznego Józefa Flawiusza Przeciw Apionowi dowiadujemy się, że w swoim niezachowanym do naszych czasów dziele Apion oskarżał Żydów, iż w Świątyni Jerozolimskiej przetrzymują wyobrażenie oślej głowy, otaczanej przez nich wielkim szacunkiem.
Relację o czczeniu przez Żydów osła przytoczył również Tacyt w V księdze Dziejów. Według rzymskiego historyka po wyjściu z Egiptu Izraelici cierpieli na pustyni pragnienie z powodu braku wody pitnej. W chwili zagłady miało ich uratować stado dzikich osłów, które, wracając z pastwiska, naprowadziło ich do źródła. Po przybyciu do Ziemi Obiecanej mieli na pamiątkę umieścić w przybytku Bożym wizerunek osła i oddawać mu cześć.
W II wieku w Cesarstwie rzymskim kult osła zaczęto przypisywać chrześcijanom; zarzuty te odpierali w traktatach apologetycznych Tertulian i Minucjusz Feliks. Kult oślej głowy, obok m.in. mordów rytualnych na niemowlętach oraz uprawiania kazirodztwa, przypisuje chrześcijanom w swojej inwektywie Fronton z Cyrty. Na rzymskim Palatynie zachowało się starożytne graffiti nazywane graffiti Aleksamenosa, przedstawiające człowieka oddającego cześć ukrzyżowanej postaci z oślą głową. Datowany na I wiek i odkryty w 1881 roku fragment terakoty z Neapolu, jak również podobne znalezisko z Syrii, przedstawiają Jezusa jako człowieka z głową osła i księgą w ręce, przemawiającego do swoich uczniów. Tertulian wspomniał o Żydzie, który w Kartaginie namalował na murze karykaturę chrześcijańskiego Boga jako przyodzianą w togę istotę z oślimi uszami i kopytem u jednej nogi, trzymającą książkę.